# Pat Connaughton
Patrick "Pat" Bergin Connaughton (Massachusetts, 6 de janeiro de 1993) é um jogador norte-americano basquetebol profissional que joga atualmente pelo Charlotte Hornets da National Basketball Association (NBA).
Connaughton jogou anteriormente nas equipes da Universidade de Notre Dame de beisebol e de basquete. Ele foi selecionado pelo Baltimore Orioles na quarta rodada do draft da MLB de 2014. O Brooklyn Nets o selecionou na segunda rodada do draft da NBA de 2015 e o negociou com o Portland Trail Blazers. Na offseason de 2025, ele foi trocado para o Charlotte Hornets

## Carreira no ensino médio
Connaughton cursou seu ensino médio na St. John's Preparatory School, em Danvers, Massachusetts, onde ele atuou em três esportes: como quarterback no futebol americano e em várias posições, tanto no beisebol quanto no basquete. Ele recebeu grande interesse, devido a sua atuação no beisebol, de universidades da Divisão I da National Collegiate Athletic Association (NCAA), como do Boston College (BC), da Universidade de Virgínia, e de sua universidade dos sonhos naquela época, a Universidade da Carolina do Norte em Chapel Hill, com todas oferecendo bolsas de estudo.
A trajetória esportiva de Connaughton foi alterada durante o verão entre seu primeiro e segundo ano. Até aquele momento, ele havia recebido apenas uma oferta para jogar basquete, da Universidade de Bentley, da Divisão II da NCAA, localizada em seu estado natal. De repente, ele despontou como uma das principais promessas para o basquete, após o que Jeff Goodman, escritor da ESPN.com, chamou de "uma semana espetacular" no torneio nacional da Amateur Athletic Union, em Orlando, Flórida, incluindo um jogo no qual ele registrou 33 pontos e 20 rebotes. Connaughton diria mais tarde que "aquela semana mudou completamente a minha vida." Ele, então, começou a receber várias ofertas tanto para o basquete, como para o beisebol, com muitas universidades dispostas a deixá-lo jogar ambos os esportes. Ele escolheu a Universidade de Notre Dame, em detrimento do Boston College, da Universidade de Miami, da Universidade da Califórnia em Los Angeles, e da Universidade Vanderbilt.
Em 2011, último ano de Connaughton, ele foi nomeado como o Jogador do Ano de Basquete Masculino de Massachusetts. Como um arremessador para a equipe de beisebol, ele teve um registro de vitória-derrota de 11-2, com uma média de corridas limpas (ERA) de 1.75 e 160 strikeouts em 90 entradas arremessadas em seu terceiro ano. De acordo com o site observador de beisebol Perfect Game, Connaughton foi classificado como o 33º melhor jogador do ano no draft da MLB daquele ano, mas ele não foi selecionado até a 38ª rodada, na qual ele foi selecionado pelo San Diego Padres, quando ele deixou claro que planejava ir para a universidade. Ele honrou seu compromisso com a Notre Dame e escolheu não assinar com os Padres.

## Carreira universitária
Na Notre Dame, Connaughton juntou-se ao Notre Dame Fighting Irish como um membro de suas equipes de beisebol e basquete universitário. Em seu primeiro ano no basquete, Connaughton foi um dos três jogadores a jogar em todos os 34 jogos. Ele teve médias de 7.0 pontos, 4,4 rebotes e 0,9 assistências em 24,1 minutos. O Fighting Irish jogou no Torneio da NCAA de 2012 mas perdeu para a Universidade Xavier na segunda rodada. Connaughton registrou 10 pontos, duas assistências e dois rebotes em 34 minutos durante a derrota. Ele então se juntou ao time de beisebol como um lançador secundário.
Em 2013, como um estudante de segundo ano, Connaughton teve uma média de 8,9 pontos no basquete e um ERA de 1.71 no beisebol. No verão de 2013, ele arremessou para o Harwich Mariners da Cape Cod Baseball League. Em seu terceiro ano, ele teve uma média de 13,8 pontos no basquete e tinha um ERA de 3,92 em dez jogos iniciados, inclundo dois jogos completos, no beisebol.
Depois de seu terceiro ano, ele foi bem claro quanto a sua intenção de retornar para Notre Dame para sua última temporada de basquete, apesar dos avisos de que isso impactaria suas perspectivas para o próximo draft de beisebol. Ele foi selecionado pelo Baltimore Orioles da Major League Baseball (MLB), na quarta rodada, como a 121ª seleção geral, do draft da MLB de 2014. Um alto executivo da MLB acredita que Connaughton teria sido escolhido nas duas primeiras rodadas se ele não tivesse se comprometido a retornar para Notre Dame, dizendo a Goodman, "Ele definitivamente custou algum dinheiro a si mesmo," já que ele acreditava que Connaughton poderia ter ganho US$1 milhão se ele estava disposto a largar o basquete. Connaughton concordou com os termos dos Orioles, recebendo um bônus de assinatura de mais de US$400.000, com os Orioles permitindo que ele retornasse para jogar basquete em seu último ano.
Em seu último ano em Notre Dame, a equipe conquistou seu primeiro título da Atlantic Coast Conference (ACC). Ele participou em um jogo do torneio da NCAA de 2015 contra Kentucky para conquistar uma vaga no Final Four, que sua equipe perdeu por pouco, tendo sustentado uma prolongada liderança até a marca de seis segundos.
Connaughton estava determinado a concluir seu curso em Notre Dame e tinha uma média (GPA) de 3,0 com a Faculdade de Negócios de Mendoza da universidade. Ele finalmente se formou em Notre Dame na primavera de 2015.

## Carreira profissional de beisebol
Connaughton fez a sua estreia profissional no beisebol com o Aberdeen IronBirds da Classe A curta temporada da New York–Penn League, na qual ele registrou uma bola rápida de 154 km/h.
No final de julho de 2014, ele deixou o IronBirds para voltar para o Fighting Irish de basquete. Embora os Orioles tenham lhe permitido que prosseguisse com uma carreira na NBA, eles nunca fizeram qualquer tentativa para recuperar o bônus de US$428,000 de sua assinatura. Como resultado, a equipe continua a controlar seus direitos contratuais de beisebol até 2020, podendo ser estendido para mais seis anos, caso o Orioles o coloque em seu roster da Major League.

## Carreira profissional de basquete

### Portland Trail Blazers (2015–2018)
Connaughton foi escolhido pelo Brooklyn Nets como a 41ª escolha geral no draft da NBA de 2015. Os seus direitos de draft, juntamente com os de Mason Plumlee, foram negociados em seguida para o Portland Trail Blazers, em troca de Steve Blake e os direitos de draft da 23ª escolha do draft, Rondae Hollis-Jefferson. Em 8 de julho, ele assinou um contrato de três anos e US$ 2.5 milhões com o Trail Blazers. Os dois primeiros anos do contrato são garantidos, com a estipulação de que Connaughton não jogue beisebol profissional durante esse intervalo de tempo. Ele fez sua estreia para o Trail Blazers em 30 de outubro, marcando cinco pontos em uma derrota para o Phoenix Suns.
Em 13 de abril de 2017, no encerramento da temporada de 2016–17 dos Blazers, Connaughton teve o recorde de pontos em sua carreira com 19 pontos na derrota por 103–100 para o New Orleans Pelicans.
Na abertura da temporada de 2017–18 do Trail Blazers, em 18 de outubro de 2017, Connaughton bateu o recorde de pontos em sua carreira, marcando 24 points, além de converter quatro dos seis arremessos de 3 pontos na vitória por 124–76 sobre o Phoenix Suns.

### Milwaukee Bucks (2018–Presente)
Em 1 de agosto de 2018, Connaughton assinou um contrato de 3 anos US$16 milhões com o Milwaukee Bucks. Ele competiu no Slam Dunk Contest no All-Star Game de 2020, enterrando sobre Christian Yelich do Milwaukee Brewers e terminando em terceiro no torneio.
Em 20 de agosto de 2020, Connaughton registrou 15 pontos e 11 rebotes na vitória por 111-96 no Jogo 2 da primeira rodada contra o Orlando Magic.
Connaughton ganhou seu primeiro título da NBA em 20 de julho de 2021. Ele teve médias de 9,2 pontos e 5,8 rebotes, enquanto arremessou 44,1% de 3 pontos em seis jogos nas finais da NBA.
Em 10 de novembro de 2021, Connaughton marcou 23 pontos, o recorde da temporada, e fez sete arremessos de três pontos durante a vitória por 112-100 sobre o New York Knicks. Em 14 de fevereiro de 2022, ele passou por uma cirurgia na mão direita e foi descartado por pelo menos um mês. Em 27 de abril, durante a primeira rodada dos playoffs, Connaughton marcou 20 pontos em apenas 23 minutos de jogo em uma vitória decisiva por 116-100 no Jogo 5 sobre o Chicago Bulls.
Em 22 de junho de 2022, Connaughton exerceu sua opção de jogador de US$5,7 milhões para permanecer com os Bucks. Posteriormente, em 13 de julho de 2022, ele assinou uma extensão de contrato de três anos e US$28,5 milhões com os Bucks. Em 26 de janeiro de 2023, Connaughton marcou 19 pontos e registrou um recorde pessoal da temporada de 12 rebotes durante uma vitória por 107–99 sobre o Denver Nuggets.

## Estatísticas da carreira

### NBA

#### Temporada Regular
| Ano      | Equipe    | PJ  | PT | MPJ  | AP   | 3P   | LL    | RT  | AS  | BR | TO | PPJ |
| -------- | --------- | --- | -- | ---- | ---- | ---- | ----- | --- | --- | -- | -- | --- |
| 2015–16  | Portland  | 34  | 0  | 4.2  | .265 | .238 | 1.000 | .9  | .3  | .1 | .0 | 1.1 |
| 2016–17  | Portland  | 39  | 1  | 8.1  | .514 | .515 | .778  | 1.3 | .7  | .2 | .1 | 2.5 |
| 2017–18  | Portland  | 82  | 5  | 18.1 | .423 | .352 | .841  | 2.0 | 1.1 | .3 | .3 | 5.4 |
| 2018–19  | Milwaukee | 61  | 2  | 20.7 | .466 | .330 | .725  | 4.2 | 2.0 | .5 | .4 | 6.9 |
| 2019–20  | Milwaukee | 67  | 4  | 18.6 | .455 | .331 | .775  | 4.2 | 1.6 | .4 | .5 | 5.4 |
| 2020–21  | Milwaukee | 69  | 4  | 22.8 | .434 | .371 | .775  | 4.8 | 1.6 | .2 | .7 | 6.8 |
| 2021–22  | Milwaukee | 65  | 19 | 26.0 | .458 | .395 | .833  | 4.2 | 1.3 | .9 | .2 | 9.9 |
| 2022–23  | Milwaukee | 61  | 33 | 23.7 | .392 | .339 | .659  | 4.6 | 1.3 | .6 | .2 | 7.6 |
| 2023–24  | Milwaukee | 76  | 3  | 22.1 | .435 | .345 | .759  | 3.1 | 2.1 | .5 | .3 | 5.6 |
| Carreira | Carreira  | 554 | 71 | 18.2 | .426 | .357 | .793  | 3.2 | 1.3 | .4 | .3 | 5.6 |

#### Playoffs
| Ano      | Equipe    | PJ  | PT | MPJ  | AP   | 3P   | LL    | RT  | AS  | BR  | TO | PPJ  |
| -------- | --------- | --- | -- | ---- | ---- | ---- | ----- | --- | --- | --- | -- | ---- |
| 2016     | Portland  | 6   | 0  | 1.3  | .600 | .667 | .000  | .2  | .0  | .0  | .0 | 1.3  |
| 2017     | Portland  | 3   | 0  | 8.0  | .222 | .000 | 1.000 | 2.3 | 1.3 | .0  | .0 | 2.3  |
| 2018     | Portland  | 4   | 0  | 14.8 | .400 | .200 | 1.000 | 1.0 | 1.5 | .3  | .3 | 4.0  |
| 2019     | Milwaukee | 15  | 0  | 21.6 | .481 | .357 | .500  | 6.2 | 1.4 | .4  | .9 | 6.2  |
| 2020     | Milwaukee | 10  | 0  | 17.6 | .429 | .348 | 1.000 | 3.8 | 1.1 | .2  | .2 | 4.0  |
| 2021     | Milwaukee | 23* | 1  | 23.7 | .462 | .389 | .846  | 4.4 | 1.4 | .4  | .3 | 7.5  |
| 2022     | Milwaukee | 12  | 0  | 26.5 | .477 | .391 | 1.000 | 4.3 | .9  | .4  | .3 | 9.5  |
| 2023     | Milwaukee | 4   | 0  | 22.1 | .567 | .478 | .750  | 5.0 | 1.8 | 1.0 | .3 | 12.0 |
| 2024     | Milwaukee | 6   | 0  | 20.7 | .440 | .273 | 1.000 | 3.8 | 2.2 | 1.0 | .2 | 4.5  |
| Carreira | Carreira  | 83  | 1  | 17.3 | .453 | .344 | .788  | 3.4 | 1.2 | .4  | .2 | 5.6  |

### Universitário
| Ano      | Equipe     | PJ  | PT  | MPJ  | AP   | 3P   | LL   | RT  | AS  | BR  | TO | PPJ  |
| -------- | ---------- | --- | --- | ---- | ---- | ---- | ---- | --- | --- | --- | -- | ---- |
| 2011–12  | Notre Dame | 34  | 18  | 24.1 | .423 | .342 | .757 | 4.4 | .9  | .5  | .1 | 7.0  |
| 2012–13  | Notre Dame | 35  | 35  | 32.1 | .445 | .377 | .708 | 4.7 | 2.1 | .5  | .3 | 8.9  |
| 2013–14  | Notre Dame | 32  | 32  | 37.2 | .452 | .378 | .833 | 7.1 | 3.0 | 1.0 | .6 | 13.8 |
| 2014–15  | Notre Dame | 38  | 38  | 35.6 | .466 | .423 | .781 | 7.4 | 1.5 | .7  | .9 | 12.5 |
| Carreira | Carreira   | 139 | 123 | 32.2 | .446 | .380 | .769 | 5.9 | 1.8 | .6  | .4 | 10.5 |

Fonte:

## Prêmios e homenagens
NBA
- Campeão da NBA: 2021
- Campeão da Copa da NBA: 2024

## Vida pessoal
No artigo de Goodman de 2015 sobre Connaughton e a sua decisão entre os dois esportes, muitas pessoas-chave em sua vida testemunharam a respeito de seu caráter. Seu pai Len observou, "Patrick tem um alto caráter moral e não iria mentir para as pessoas. Isso fez com que um monte de equipes da MLB não o selecionassem." O treinador de basquete de Notre Dame, Mike Brey, acrescentou, "Nos meus 15 anos aqui, ninguém foi mais responsável do que Pat Connaughton. Ele é um embaixador inacreditável para nós e tem demonstrado uma enorme lealdade." O consultor da família, Sam Samardzija, irmão da antiga estrela do beisebol e futebol americano de Notre Dame Jeff Samardzija, disse sobre Connaughton, "Ele não é comum — parecido com o Jeff e Russell Wilson. Não existem muitos caras como ele por aí. Ele só é diferente."
Connaughton só se permitiu um luxo com o seu bônus de assinatura, a compra de um Jeep Wrangler novo. Ele disse a Goodman, "O bônus de assinatura é uma tonelada de dinheiro, especialmente para um jovem de 21 anos. Mas eu não vou viver desse dinheiro. Em algum ponto, eu vou viver de um diploma universitário."
Connaughton é o presidente de uma empresa de desenvolvimento. Em março de 2020, ele e a empresa foram criticados por demolir um prédio histórico para dar lugar a um novo complexo de apartamentos em Milwaukee. Ele também é proprietário e investiu em Bitcoin.